# Gwendolyn Brooks
Gwendolyn Elizabeth Brooks (ur. 7 czerwca 1917 w Topeka, zm. 3 grudnia 2000 w Chicago) – amerykańska poetka. Odznaczona Narodowym Medalem Sztuki. W 1950 r. otrzymała Nagrodę Pulitzera w dziedzinie poezji jako pierwsza czarnoskóra kobieta. Była autorką wierszy, których tematyka obracała się głównie wokół życia czarnoskórych mieszkańców dzielnic robotniczych.

## Wybrane zbiory poetyckie
- Negro Hero (1945)
- The Mother (1945)
- A Street in Bronzeville (1945)
- Annie Allen (1950)
- Maud Martha (1953) (Fiction)
- Bronzeville Boys and Girls (1956)
- The Bean Eaters (1960)
- Selected Poems (1963)
- We Real Cool (1966)
- In the Mecca (1968)
- Malcolm X (1968)
- Family Pictures (1970)
- Black Steel: Joe Frazier and Muhammad Ali (1971)
- The World of Gwendolyn Brooks (1971)
- Aloneness (1971)
- Aurora (1972)
- Beckonings (1975)
- Black Love (1981)
- To Disembark (1981)
- The Near-Johannesburg Boy and Other Poems (1986)
- Blacks (1987)
- Winnie (1988)
- Children Coming Home (1991)
- In Montgomery (2000)